# Shanghai International Finance Centre

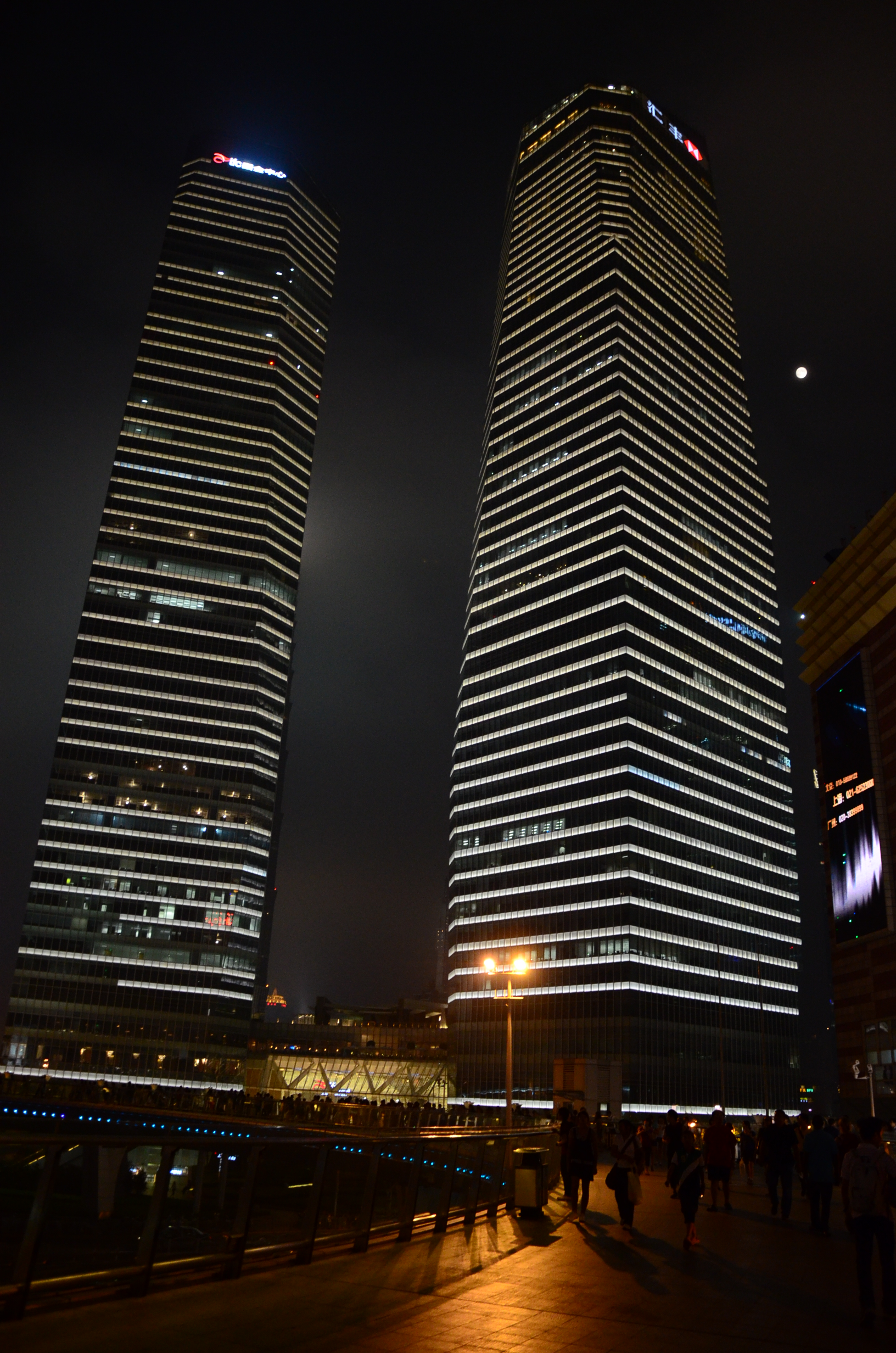
Die Türme des Shanghai IFC bei Nacht

Das Shanghai International Finance Centre (chinesisch 上海国际金融中心) oder kurz Shanghai IFC ist ein Gebäudekomplex im Stadtbezirk Pudong im Zentrum der chinesischen Stadt Shanghai. Der Komplex besteht im Wesentlichen aus zwei Wolkenkratzern, einem Nord- und einem Südturm.

## Shanghai IFC North Tower
Der Shanghai IFC North Tower (chinesisch 上海国际金融中心北塔, Pinyin Shànghǎi Guójì Jīnróng Zhōngxīn Běitǎ) ist mit 260 Metern und 56 Etagen einer der höheren Wolkenkratzer in Shanghai. Baubeginn war 2004, fertiggestellt wurde das Gebäude im Jahr 2010.
Der Turm ist Hauptsitz der HSBC-Bank in China.

## Shanghai IFC South Tower
Der Shanghai IFC South Tower (chinesisch 上海国际金融中心南塔, Pinyin Shànghǎi Guójì Jīnróng Zhōngxīn Nántǎ) ist mit 250 Metern und 58 Etagen ebenfalls einer der höheren Wolkenkratzer in Shanghai. Baubeginn war 2004, fertiggestellt wurde das Gebäude im Jahr 2009.
Der Turm dient unter anderem als Hotelgebäude für die Kette Ritz-Carlton.